# Botia birdi
Botia birdi és una espècie de peix de la família dels cobítids i de l'ordre dels cipriniformes.
Fa 11,3 cm de llargària màxima.
És un peix d'aigua dolça, demersal i de clima tropical, el qual viu a Àsia: el Pakistan i l'Índia, incloent-hi la conca del riu Indus.
És inofensiu per als humans.